# Hawkeye Point
Pour les articles homonymes, voir Hawkeye.
Hawkeye Point est un sommet situé près de Sibley, dans le comté d'Osceola, en Iowa, aux États-Unis.
Avec seulement 509 mètres d'altitude, c'est pourtant le point culminant de l'État.

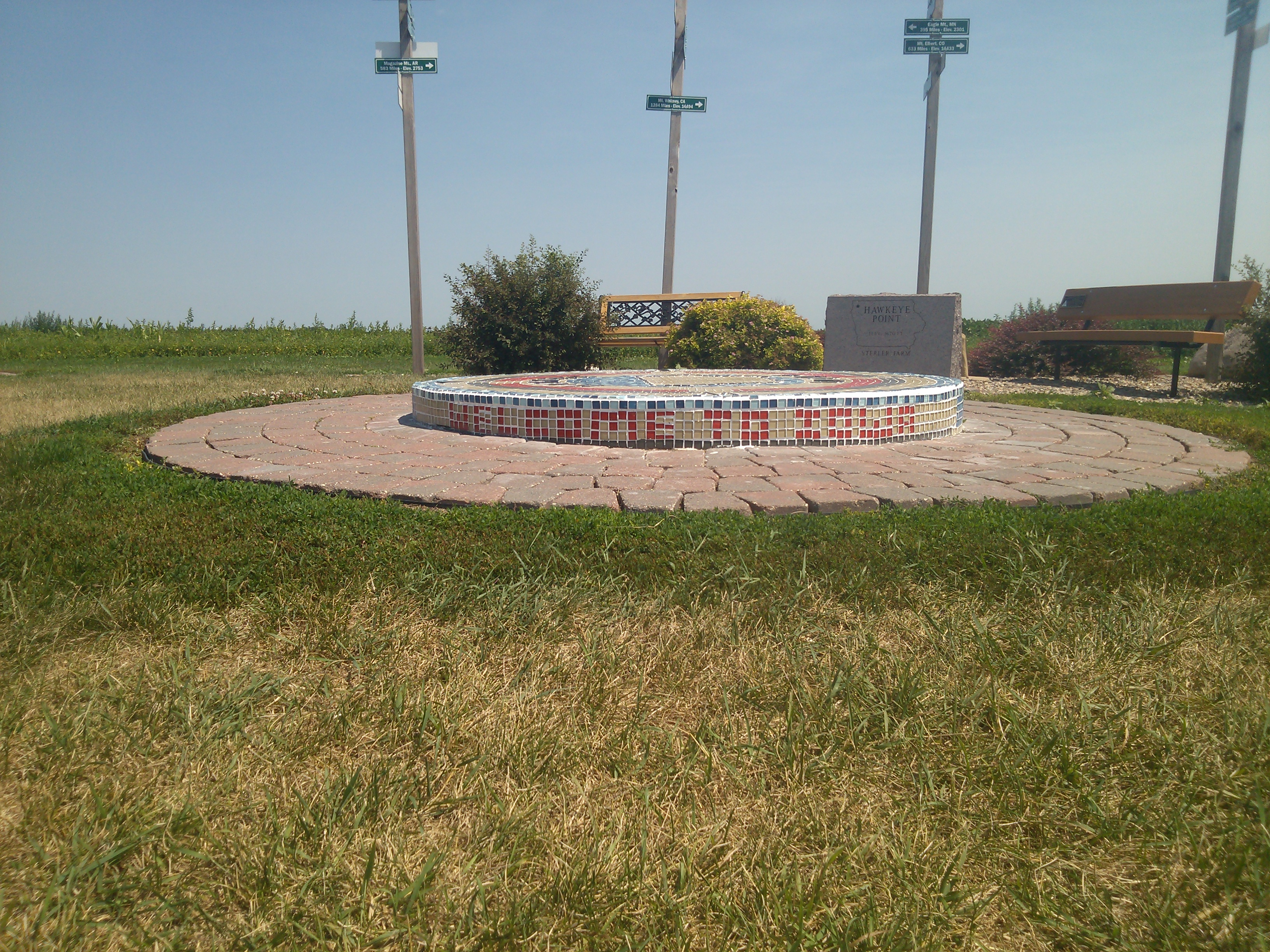
Hawkeye Point.